# Бучацька дитяча музична школа
Бучацька дитяча музична школа — дитячий початковий навчальний мистецький заклад у м. Бучачі (Тернопільська область).

## Історія

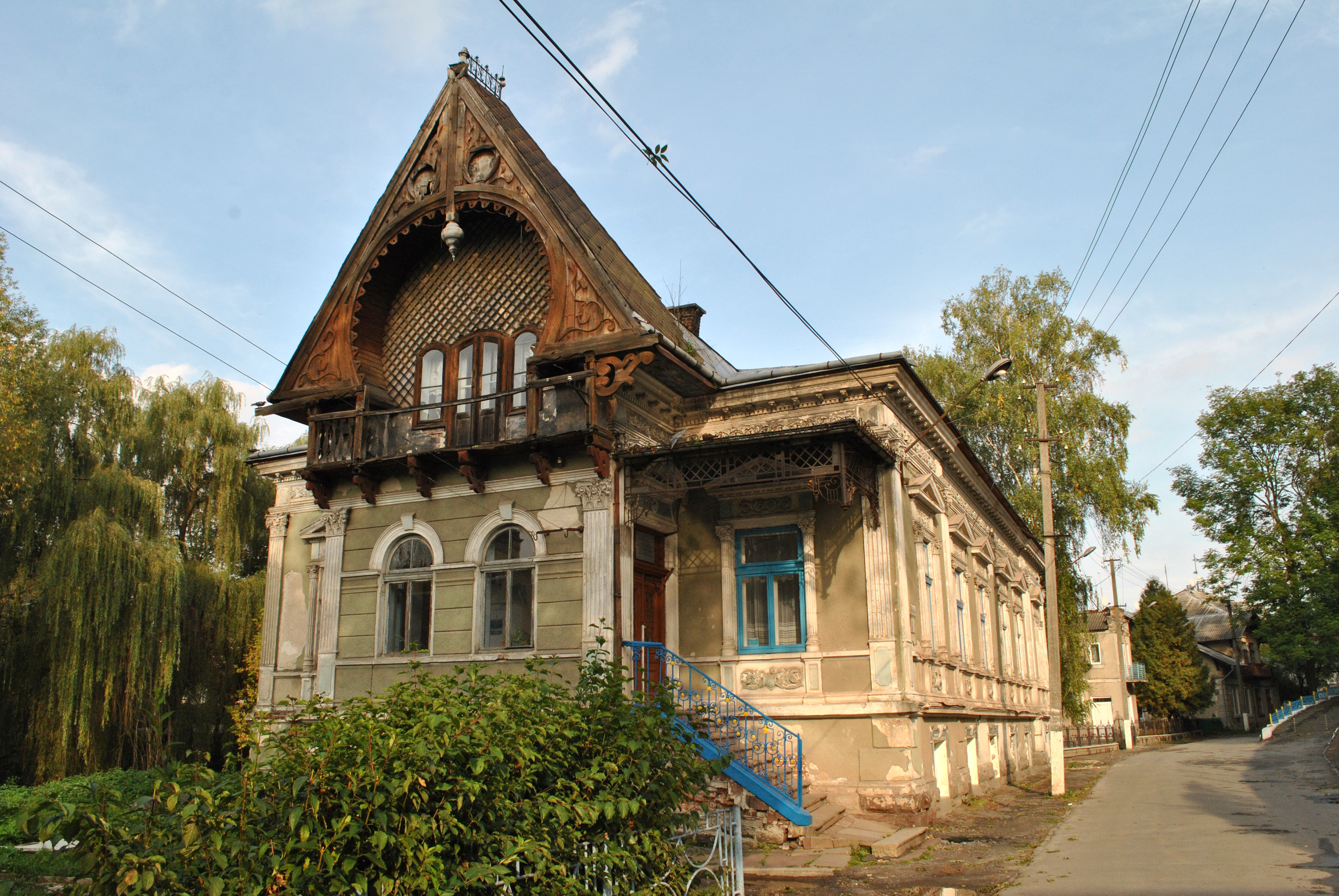
Перше приміщення школи

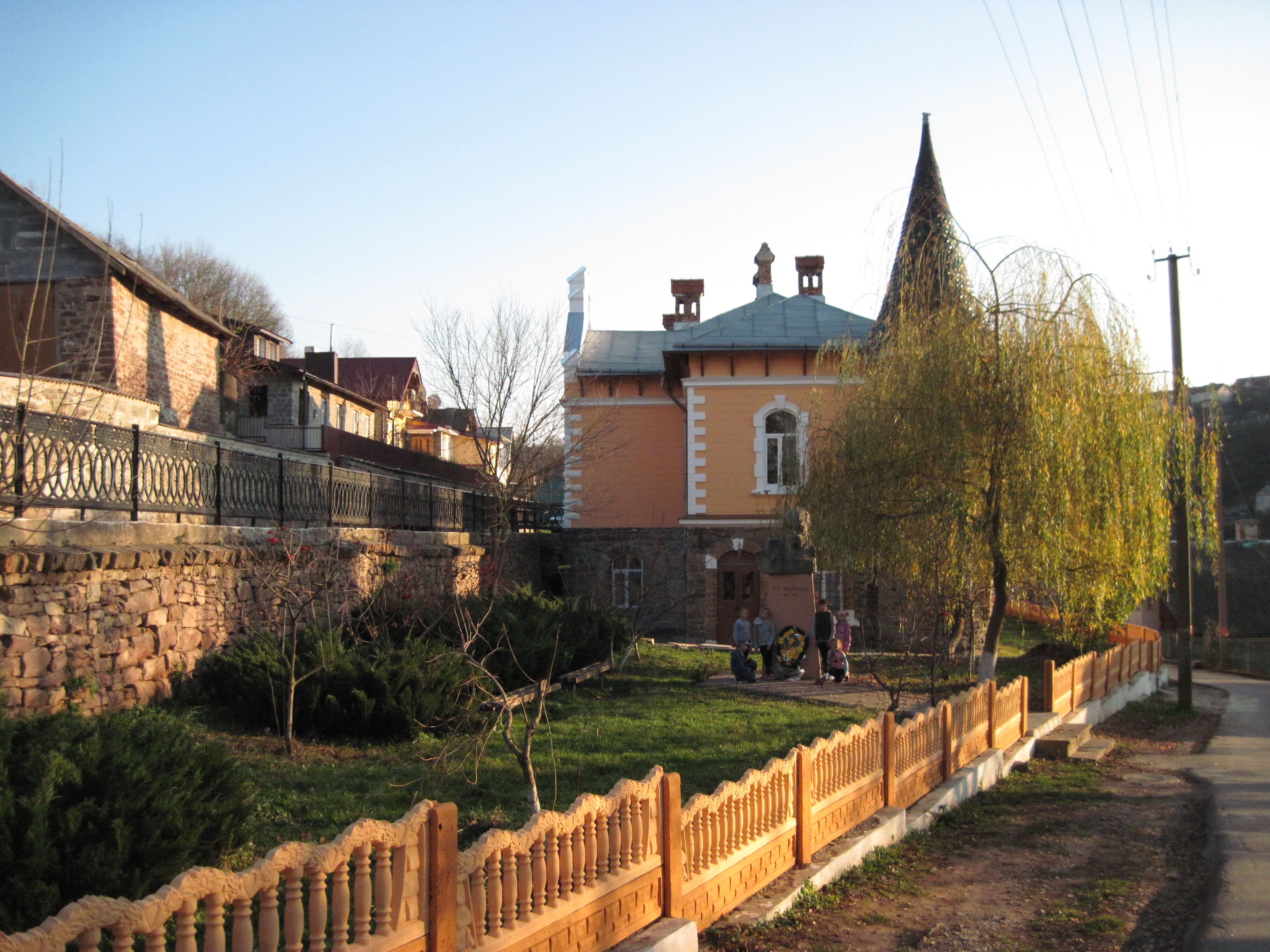

Приватну музичну школу в місті заснувала у 1915 році Софія Ілевич.
Музична школа в Бучачі почала діяти, зокрема, за «совітів», у приміщенні ратуші з 1 вересня 1948 року. Однією з учителів була Софія Ілевич, також Андріїшин, Рожанський, директор — Вітешинський.
У липні 1963 року рішенням Бучацької районної ради народних депутатів для школи виділили будинок на початку вул. Шкільної (сьогодні — будівля художньої школи). З 1970 -2018 року знаходилася жіноча та дитяча поліклініка в  теперішньому приміщенні. А з 2018 року - Бучацька комунальна художня школа.

## Будівлі
Будинок, у якому розташована школа, збудований 1840 року. Оголошений пам'яткою архітектури місцевого значення (охоронний номер 38).

## Відділи
Фортепіанний, струнно-смичковий, оркестровий (народні та духові інструменти), музично-теоретичних дисциплін.

## Очільники
- 1963—1971 — Лиско Олександр Степанович (відмінник народної освіти, викладач класів фортепіано, сольфеджіо, музичної літератури, керівник хору),
- 1971—1974 — Гребеньовський Мирослав Іванович (викладач класу акордеона),
- 1974—1979 — Профатило Станіслав Павлович (клас музично-теоретичних дисциплін),
- 1979—1985 — Луців Григорій Іванович (заслужений працівник культури України, клас музично-теоретичних дисциплін),
- від 1985 — Кривко Марія Іванівна (заслужений працівник культури України)

## Перші викладачі
Лиско Людмила — вчителька Ігоря Пилатюка, Салітринська Неля (фортепіано), Майдан Антоніна (баян), Ратушний Олександр (баян), Хомут Софія (бандура), Пастернак Наталія (музично-теоретичні дисципліни), Луговий Михайло (дерев'яні духові інструменти), Бараз Віра (скрипка), Кривко Богдан (мідні духові).

## Випускники
- Ігор Пилатюк — ректор Львівської національної музичної академії імені Миколи Лисенка.
- Петро Ґадз — латифундист, Герой України.
- Володимир Качмарик — проректор Донецької державної музичної академії імені Сергія Прокоф'єва[4].
- Іван Стребков — чемпіон України з бігу, віце-чемпіон Європи з кросу.